# Jochen Boberg
Jochen Boberg (* 20. Juni 1941 in Westfalen) ist ein deutscher Kunsthistoriker und Kulturmanager. Von 1980 bis zu seiner Pensionierung 2006 leitete er den  Museumspädagogischen Dienst Berlin (MD Berlin), den er auch begründet und aufgebaut hat. In dieser Funktion organisierte er zahlreiche Kulturveranstaltungen.

## Leben
Boberg studierte ab 1962 Kunstgeschichte an der LMU München. 1973 promovierte er in Kunstgeschichte. Als Nebenfächer hatte er Archäologie und Philosophie. Nach dem Studium arbeitet Boberg zunächst am Aufbau eines Museumspädagogischen Zentrums bei der Bayerischen Staatsgemäldesammlung und bei der Redaktion des Lexikons der christlichen Ikonographie. Anschließend war er für mehrere Jahre Leiter des Kunstpädagogischen Zentrums am Germanischen Nationalmuseum in Nürnberg. Anschließend wurde er Leiter des Museumsreferates beim Senat des Landes Bremen, das er zugleich neu aufbaute.
Von 1980 bis zu seiner Pensionierung im Jahr 2006 war er wiederum Gründer und Leiter des Museumspädagogischen Dienstes in Berlin, der später in „Museumsdienste Berlin“ (MD Berlin) umbenannt wurde und der eine Dienststelle des Berliner Senators für Kultur war. In dieser Funktion organisierte Boberg Kulturveranstaltungen in Berlin; auch die seit 1997 zweimal im Jahr durchgeführte Lange Nacht der Museen geht auf Boberg zurück. Die Idee der „Langen Nacht“ für Museen wurde von mehreren anderen Städten übernommen. Der Berliner Tagesspiegel bezeichnete den Museumspädagogischen Dienst als „Bobergs Kunstvermittlungs-Institut“.
Neben der Herausgabe von Publikationen und Katalogen hat Boberg auch Beiträge in Zeitschriften publiziert und war national und international als Museumsberater tätig.

## Veröffentlichungen
- Unter Beteiligung weiterer Autoren herausgegeben von Jochen Boberg, Tilman Fichter, Eckhart Gillen:
  - Exerzierfeld der Moderne. Industriekultur in Berlin im 19. Jahrhundert.
  - Die Metropole. Industriekultur in Berlin im 20. Jahrhundert. Beck, München 1984, ISBN 3-406-30201-7 (Reihe Industriekultur deutscher Städte und Regionen. Herausgegeben von Hermann Glaser).
- mit Hermann Simon (Hrsg.): Kunst in Auschwitz 1940–1945. Begleitbuch zu der Ausstellung der Stiftung Neue Synagoge Berlin – Centrum Judaicum, im Kulturgeschichtlichen Museum Osnabrück/Felix-Nussbaum-Haus und dem Muzeum Tradycji Niepodległościowych w Łodzi = Sztuka w Auschwitz 1940–1945. Herausgegeben von der Stiftung Neue Synagoge Berlin – Centrum Judaicum und vom Museumspädagogischen Dienst Berlin, Rasch, Bramsche  2005, ISBN 3-89946-051-0 (Texte deutsch und polnisch).